# Cultured Pearls
Cultured Pearls ist eine deutsche Band, die einen Mix aus Soul, Rock, Jazz und Funk spielt; bei einzelnen Liedern hört man auch Trip-Hop, Country und andere Stile heraus.

## Bandgeschichte
B. La und Tex Super lernten einander 1992 beim Studium der Popularmusik an der Hochschule für Musik und Theater Hamburg kennen. Die Vorliebe beider Musiker für poppige Soulgrooves war die Initialzündung für die Entstehung erster Demoaufnahmen mit einem Acht-Spur-Mischpult. Tex, der eigentlich Flöte und Trompete spielte, übernahm den Bass und B. La das Schlagzeug. Kurze Zeit später kam Astrid North, die B. La mit ihrer Berliner Schülerband Colorful Dimension aufgefallen war, als Sängerin und Texterin dazu.
Das Trio, das sich den Namen Cultured Pearls gab, erhielt 1995 einen Major-Deal bei WEA Records und veröffentlichte Ende des Jahres das Debütalbum Sing De La Sing mit einer Mischung aus Funk, R&B und Jazzpop. Die Platte stieg auf Platz 92 der deutschen Album-Charts. Die Auskopplung Tic Toc, die Platz 65 der Hitparade erreichte, und eine ausgedehnte Tournee durch Clubs und mit Big Light machten die Gruppe weiter bekannt.
Fortan waren auch Einflüsse aus anderen Musikrichtungen wie Country und Rock in den Liedern Cultured Pearls’ zu hören. Im Frühjahr 1997 folgte der zweite Longplayer Spaceage Honeymoon, der es auf Platz 54 in Deutschland schaffte. Die dazugehörige Single Sugar Sugar Honey erreichte Platz 72, die Auskopplung Silverball platzierte sich im Mai 1998 auf Rang 99.
Mit Liquefied Days gelang Cultured Pearls 1999 der Sprung in die Top 20 der Albumcharts, mit Kissing the Sheets auf Platz 87 letztmals ein Hit in den Singlecharts. Meinungsverschiedenheiten über den musikalischen Stil der Band führten anschließend zu einer längeren Pause, während der sich die Mitglieder anderen Dingen widmeten.
Im Herbst 2001 wurde Astrid North Mutter. B. La veröffentlichte ein Klavierbuch für Schüler, arbeitete an einem Kinderbuch und initiierte mit dem Gitarristen Sven Bünger das Projekt Soulounge. Tex Super schrieb Drehbücher (u. a. für Ein Fall für zwei), machte Filmmusik und arbeitete als Arrangeur für Künstler wie Mousse T., Bootsy Collins und Tom Jones.
2002 erschien mit Life on a Tuesday das vierte Album der Band, das von Jon Kelly, der bereits für Chris Rea gearbeitet hatte, produziert wurde. In den deutschen Albumcharts belegte die Platte, auf der B. Las Soul-Lounge-Partner Sven Bünger Gitarre spielte, Platz 74. Nach einem 2003 folgenden Best-of-Album, auf dem auch drei neue Lieder zu finden sind, verabschiedete sich Cultured Pearls auf unbestimmte Zeit in eine bis heute anhaltende Pause, trennte sich jedoch nicht endgültig.

## Bandmitglieder
- Astrid North (Gesang, Texte) († 25. Juni 2019)
- Tex Super alias Peter Hinderthür (Bass, Trompete, Gitarre, Keyboard)
- B. La alias Bela Brauckmann (Schlagzeug, Keyboard)
- Sven Bünger (Gitarre) – nur 2002

## Diskografie

### Alben
| Jahr | Titel                                                           | Höchstplatzierung, Gesamtwochen, AuszeichnungChartsChartplatzierungen (Jahr, Titel, Platzierungen, Wochen, Auszeichnungen, Anmerkungen) | Anmerkungen            |
| Jahr | Titel                                                           | DE | Anmerkungen            |
| ---- | --------------------------------------------------------------- | --- | ---------------------- |
| 1996 | Sing Dela Sing                                                  | DE92 (3 Wo.)DE | Produzent: Jens Krause |
| 1997 | Space Age Honeymoon                                             | DE54 (6 Wo.)DE | Produzent: Jens Krause |
| 1999 | Liquefied Days                                                  | DE19 (9 Wo.)DE | Produzent: Jens Krause |
| 2002 | Life on a Tuesday                                               | DE74 (1 Wo.)DE | Produzent: Jon Kelly   |
| 2003 | Pearls of a Decade – Best Of Cultured Pearls (auch mit Live-CD) | DE- (- Wo.)DE |                        |

### Singles
| Jahr | Titel                           | Höchstplatzierung, Gesamtwochen, AuszeichnungChartsChartplatzierungen (Jahr, Titel, , Platzierungen, Wochen, Auszeichnungen, Anmerkungen) | Anmerkungen                |
| Jahr | Titel                           | DE | Anmerkungen                |
| ---- | ------------------------------- | --- | -------------------------- |
| 1995 | I Don’t Love You Like I Used To | DE- (- Wo.)DE | Album: Sing Dela Sing      |
| 1996 | Tic Toc                         | DE65 (10 Wo.)DE | Album: Sing Dela Sing      |
| 1996 | Mother Earth                    | DE-- (-- Wo.)DE | Album: Sing Dela Sing      |
| 1997 | Sugar Sugar Honey               | DE72 (9 Wo.)DE | Album: Space Age Honeymoon |
| 1998 | Silverball                      | DE99 (2 Wo.)DE | Album: Space Age Honeymoon |
| 1999 | Kissing the Sheets              | DE87 (9 Wo.)DE | Album: Liquefied Days      |
| 2002 | Tempted Mixes                   | DE-- (- Wo.)DE | Album: Life on a Tuesday   |
| 2003 | Let It Out                      | DE- (- Wo.)DE | Album: Pearls of a Decade  |

### Videoalben
- 2003: Pearls of a Decade – Best Of